# Kreševo (Šestanovac)
Kreševo falu Horvátországban Split-Dalmácia megyében. Közigazgatásilag Šestanovachoz tartozik.

## Fekvése
Splittől légvonalban 35, közúton 58 km-re keletre, Makarskától légvonalban 24, közúton 41 km-re északnyugatra, községközpontjától 6 km-re északnyugatra a dalmát Zagora területén fekszik.

## Története
A Cetina folyó melléke már a kezdetektől fogva kiválóan alkalmas volt a földművelésre és állattartásra. Az ember itteni korai jelenlétéről számos régészeti lelet tanúskodik. A bronzkorból több vármaradvány is található a község területén. Ilyen a kreševo poljei Dorbkovci. Az első ismert itt élt nép az illírek egyik törzse a dalmaták voltak, akik a magaslatokon épített, jól védhető erődített településeikben laktak. Innen könnyen ellenőrizni tudták a környező vidéket. Többségük állattartással foglalkozott, kisebb részük pedig földművelésből élt. A rómaiak csak hosszú ideig tartó harcok után hódították meg ezt a vidéket, melyek az i. e. 156. évtől egészen 9-ig tartottak. A dalmátok elleni egyik hadjáratot i. e. 34-ben maga a későbbi császár Octavianus vezette. Az illírek elleni 9-ben aratott végső győzelem után Dalmáciára békésebb idők következtek, mely időszak 378-ig a népvándorláskorig tartott. Az illír lakosság nagy gazdasági fejlődésen ment át és romanizálódott. A római korból maradtak fenn Kreševo Poljénál egy római villagazdaság alapfalai. Az 533-as salonai zsinat idején ez a terület a zagorai plébániához tartozott, melynek valószínűleg a mai Zagvozd volt a székhelye.
A mai horvátok ősei a 7. században (626 körül) az avar hódítás után érkeztek ide és 925-ben megalapították királyságukat. A Horvát Királyság uralma kétszáz évig tartott, ezután a többi horvát területtel együtt a 12. század elején a magyar királyok fennhatósága alá került.
A 14. században területe a nagy kiterjedésű radobiljai plébániához tartozott, melyet 1376-ban egy birtokper kapcsán említenek először. Ebben az időszakban a Nenadićok voltak a térség urai, akik 1382-ben I. Tvrtko bosnyák királytól kapták adományként. A 15. század első felében e terület gyakran volt színtere a horvát és bosnyák hadak, illetve a Velencei Köztársaság közötti összecsapásoknak. 1408-ban Ostoja bosnyák király a Radivojević testvéreknek adta. 1420-ra egész Dalmácia a Velencei Köztársaság uralma alá került. 1463-ban a török meghódította a szomszédos Boszniát, majd 1471-re ez a terület is az Oszmán Birodalom fennhatósága alá került. A lakosság nagy része délre a tengermellékre, főként Poljica, Kaštel és a Brać-sziget környékére menekült. Kreševo, Katuni és Žeževica területe többször volt a horvátok és a velenceiek véres törökellenes támadásainak színtere. 1572-ben a poljicai születésű Ugrinović püspök török ellenes felkelést robbantott ki, melynek során rövid időre a térség velencei kézre került. 1573-ban azonban már újra török kézen volt és a török hadak végigpusztították vidékét. Az 1699-es karlócai béke török kézen hagyta. Végleges felszabadulása csak az újabb velencei–török háborút lezáró pozsareváci békével 1718-ban történt meg. A velencei uralomnak 1797-ben vége szakadt és osztrák csapatok vonultak be Dalmáciába. 1806-ban az osztrákokat legyőző franciák uralma alá került, de Napóleon lipcsei veresége után 1813-ban újra az osztrákoké lett. A településnek 1857-ben 389, 1910-ben 623 lakosa volt. 1918-ban az új szerb-horvát-szlovén állam, majd később Jugoszlávia része lett. A háború után a szocialista Jugoszláviához került. A lakosság elvándorlása az 1960-as évektől vette kezdetét. 1991 óta a független Horvátországhoz tartozik. Az 1990-es évek óta lakossága rohamosan csökkent. 2011-ben a településnek 248 lakosa volt.

## Lakosság
| Lakosság változása | Lakosság változása | Lakosság változása | Lakosság változása | Lakosság változása | Lakosság változása | Lakosság változása | Lakosság változása | Lakosság változása | Lakosság változása | Lakosság változása | Lakosság változása | Lakosság változása | Lakosság változása | Lakosság változása | Lakosság változása |
| ------------------ | ------------------ | ------------------ | ------------------ | ------------------ | ------------------ | ------------------ | ------------------ | ------------------ | ------------------ | ------------------ | ------------------ | ------------------ | ------------------ | ------------------ | ------------------ |
| 1857               | 1869               | 1880               | 1890               | 1900               | 1910               | 1921               | 1931               | 1948               | 1953               | 1961               | 1971               | 1981               | 1991               | 2001               | 2011               |
| 389                | 405                | 449                | 496                | 542                | 623                | 702                | 707                | 774                | 808                | 791                | 771                | 555                | 485                | 324                | 248                |

## Nevezetességei
- Szent Rókus tiszteletére szentelt temploma az 1849-es egyházi igazgatási rendelet idején épült, amikor Kreševot Katunival közös káplánság alatt egyesítették. A templom szabálytalanul faragott kövekből, négyszögletes apszissal épült. A homlokzaton kis hatágú rózsaablak, felette magasodik a pengefalú harangtorony benne három haranggal. A falakon jól látszik, hogy a múltban megemelték őket. 1991-ben a templomot bővítették és újraszentelték. A templomudvart betonblokkokból épített kerítés övezi.
- Kreševo Poljén római villagazdaság alapfalai.